# Gerardo Espinoza Ahumada
Gerardo Espinoza Ahumada (nació el 3 de octubre de 1981 en Guamúchil, Sinaloa), es un exfutbolista que jugaba de mediocampista. Actualmente es entrenador y no dirige ningún club.

## Trayectoria

### Futbolista
Debutó con los Rojinegros del Atlas en el Invierno 99, siendo Ricardo La Volpe el entrenador del equipo; permaneció en el club hasta el Clausura 2004.
Estuvo con Dorados de Sinaloa en el Apertura 2004. El paso por esta etapa fue muy amargo, después de verse involucrado en investigaciones por actos delictivo y consumo de estupefacientes. De cara al Clausura 2005 fue fichado por Club Santos Laguna. Jugó la Temporada 2007-2008 con Universidad Nacional.
La Temporada 2008-2009 estuvo en Cancún con los Potros de Hierro del Atlante. Regresó al Atlas para actuar del Apertura 2009 al Clausura 2011.
Llegó a Jaguares de Chiapas en el Apertura 2011. Reportó con los Gallos Blancos del Querétaro en el Apertura 2013.
Jugó la Temporada 2014-2015 con Club Puebla y su último club como profesional fue Lobos de la BUAP de la Liga de Ascenso de México.

### Entrenador
En junio de 2016 ingresó al Atlas para fungir como director técnico de la categoría Sub-20 y auxiliar técnico de José Guadalupe Cruz. Tras la destitución del "Profe" Cruz en la Jornada 2 del Clausura 2018, Espinoza asumió el cargo de entrenador interino de los Rojinegros en miras de disputar la Jornada 3 del torneo; Atlas perdió en el Estadio Jalisco 1-3 ante los Diablos Rojos del Toluca. En la Jornada 13 asumió de manera definitiva las riendas del Atlas tras el cese de Rubén Omar Romano.
Fue despedido tras dirigir las primeras 8 Jornadas del Apertura 2018; fue reemplazado por Ángel Guillermo Hoyos.
En junio de 2019 llegó al Tampico Madero FC como auxiliar técnico de Mario García. El 28 de noviembre de 2019, tomó el cargo de director técnico de la Jaiba Brava para el Clausura 2020, esto en el Ascenso MX.
El 20 de diciembre de 2020 se proclamó Campeón con la Jaiba Brava al derrotar a los Potros de Hierro del Atlante.
En julio de 2022 asumió el cargo de entrenador del Tapatío (filial de las Chivas Rayadas del Guadalajara) de la Liga de Expansión MX; tuvo un destacado rendimiento con un equipo lleno de juveniles y canteranos, ganando la Liga y el trofeo de Campeón de Campeones.
Sus buenas actuaciones con juveniles y canteranos en el Tapatío lo llevaron a la Selección Mexicana Sub-23, donde en su corta estadía ganó los Juegos Centroamericanos 2023, mostrando un juego dinámico y ordenado.
Meses después decidió renunciar a su cargo como seleccionador, por una oportunidad de dirigir al Club Puebla (donde jugó), sin embargo después de presentar su renuncia y estar listo para dirigir al Puebla en la Primera División de México, se percataron de que esto no sería posible, debido a la existencia de una regla por parte de la FMF (Federación Mexicana de Fútbol) que impide a un director técnico que haya estado en selección nacional (incluyendo categorías juveniles) pueda dirigir a cualquier equipo en la siguiente temporada, por lo que tuvo que quedar desempleado temporalmente.
Durante el primer semestre del 2024 dirigió a SD Aucas de Ecuador.

## Clubes

### Futbolista
| Club                 | País                | Año           | Partidos | Goles |
| -------------------- | ------------------- | ------------- | -------- | ----- |
| Atlas                | México              | 1999          | 6        | 0     |
| Bachilleres          | México              | 2000-2001     | 43       | 4     |
| Atlas                | México              | 2001-2004     | 76       | 3     |
| Dorados de Sinaloa   | México              | Apertura 2004 | 9        | 2     |
| Club Santos Laguna   | México              | 2005-2007     | 71       | 8     |
| Universidad Nacional | México              | 2007-2008     | 16       | 0     |
| Atlante              | México              | 2008-2009     | 43       | 1     |
| Atlas                | México              | 2009-2011     | 59       | 7     |
| Jaguares de Chiapas  | México              | 2011-2013     | 68       | 0     |
| Querétaro FC         | México              | 2013-2014     | 31       | 0     |
| Club Puebla          | México              | 2014-2015     | 25       | 0     |
| Lobos de la BUAP     | México              | 2015-2016     | 32       | 1     |
| Total en su carrera  | Total en su carrera | 1999 - 2016   | 480      | 26    |

### Entrenador
| Club              | País    | Año       |
| ----------------- | ------- | --------- |
| Atlas             | México  | 2018      |
| Tampico Madero FC | México  | 2020-2022 |
| Tapatío           | México  | 2022-2023 |
| Selección Sub-23  | México  | 2023      |
| SD Aucas          | Ecuador | 2024      |
| Guadalajara       | México  | 2025      |

## Selección nacional de México

### Futbolista
Sub-23 
Formó parte de la Selección Sub-23 que conquistó el Preolímpico de CONCACAF en el 2004, en el Estadio Jalisco. Acudió a los Juegos Olímpicos de Atenas 2004
| Torneo                          | Sede   | Resultado      |
| ------------------------------- | ------ | -------------- |
| Juegos Olímpicos de Atenas 2004 | Grecia | Fase de grupos |

## Palmarés

### Futbolista

#### Campeonato nacional
| Categoría | Título       | Club   | País   |
| --------- | ------------ | ------ | ------ |
| Copa MX   | Copa MX 2015 | Puebla | México |

#### Campeonatos internacionales
| Título                                   | Club                      | País   | Año  |
| ---------------------------------------- | ------------------------- | ------ | ---- |
| Preolímpico de Concacaf de 2004          | Selección Mexicana Sub-23 | México | 2004 |
| Liga de Campeones de la Concacaf 2008-09 | Atlante                   | México | 2009 |

#### Otro
| Puesto | Competencia               | Club                      | Sede                 |
| ------ | ------------------------- | ------------------------- | -------------------- |
| 3ro.   | Juegos Panamericanos 2003 | Selección Mexicana Sub-23 | República Dominicana |

### Entrenador

#### Campeonatos nacionales
| Categoría            | Título                       | Club           | País   |
| -------------------- | ---------------------------- | -------------- | ------ |
| Liga de Expansión MX | Guardianes 2020              | Tampico Madero | México |
| Liga de Expansión MX | Clausura 2023                | Tapatío        | México |
| Liga de Expansión MX | Campeón de Campeones 2022-23 | Tapatío        | México |

#### Campeonato internacional
| Título                               | Club             | Sede        | Año  |
| ------------------------------------ | ---------------- | ----------- | ---- |
| Juegos Centroamericanos y del Caribe | Selección Sub-23 | El Salvador | 2023 |